# Szíj Béla
Szíj Béla (álneve: Baki Miklós) (Szombathely, 1923. szeptember 3. – Budapest, 1993. február 2.) magyar művészettörténész.

## Életpályája
A Pápai Református Kollégiumban érettségizett. Budapesten jogot tanult. 1945-ben katonai szolgálatra hívták, ahol orosz hadifogságba esett. Ezután a Pázmány Péter Tudományegyetem Bölcsészettudományi Karán művészettörténet szakon tanult, de 1950-ben kizárták az egyetemről. 1951–1956 között a budapesti Műanyaggyártó Szövetkezet dolgozója volt. 1956–1959 között folytatta tanulmányait; az Eötvös Loránd Tudományegyetemen művészettörténészként végzett. 1958-tól – az akkor alapított – Magyar Nemzeti Galéria munkatársa lett. 1974-től az Adattár, majd a Műtárgymeghatározási Csoport vezetője, 1983-tól tudományos főmunkatársa volt. 1979-től a Magyar Régészeti és Művészettörténeti Társulat szakosztályi titkára volt.

### Munkássága
Kutatási területe a XX. századi magyar festészet volt. Tanulmányt és monográfiát írt Orlai Petrich Somáról, Székely Bertalanról, Gulácsy Lajosról, Rippl-Rónai Józsefről, Berény Róbertról, Márffy Ödönről, Egry Józsefről, Nagy Balogh Jánosról, Nemes-Lampérth Józsefről, Vaszary Jánosról, Kádár Béláról, Fémes Beck Vilmosról. Emellett foglalkozott irodalommal (a Nyugatosokkal), a modern zeneművészettel (Bartók Béla, Kodály Zoltán és a nagy orosz zeneszerzők munkásságával). Számos nagy sikerű kiállítást rendezett itthon és külföldön; pl. Nyolcak és aktivisták; Berény Róbert; Egry József; Vaszary János; A. Tóth Sándor. Szaklapokban és folyóiratokban publikálta cikkeit, tanulmányait (Művészet, Kortárs, Élet és Tudomány stb.). Emlékére Pápán kiállítást rendeztek, és katalógust jelentettek meg (1995).
Sírja a Pápai Alsóvárosi temetőben található.

## Művei
- Gulácsy Lajos (Budapest, 1979)
- Berény Róbert (Budapest, 1981)
- Muszély Ágoston festőművész (1877-1955) (Muszély Jánossal; Budapest, 1991)
- Székely Bertalan (Budapest, 2002)

## Díjai
- Pro Urbe Pápa (1981)[1]
- Ipolyi Arnold-érem (1982)[2]
- Pápa város díszpolgára[3]